# Marc Pinsach i Rubirola
Marc Pinsach i Rubirola (Cassà de la Selva, Gironès, 15 d'abril de 1989) és un esportista d'alt nivell i esquiador de muntanya català, iniciat en la disciplina l'any 2000 i membre de l'equip espanyol d'esquí de muntanya des de l'any 2006. Campió d'Espanya d'esquí de muntanya l'any 2011 i bronze a la copa del món sub 21 de la disciplina, al seu palmarès hi destaquen el quart lloc aconseguit a la Patrouille des Glaciers de l'any 2010, el tercer lloc al Trofeo Mezzalama de 2011 o el quart lloc al campionat europeu de relleus.
El 29 de desembre de 2012 va proclamar-se subcampió d'Espanya de cronoescalada en esquí de muntanya després de finalitzar la Crononiu de La Molina en segona posició, darrere Kílian Jornet, qui al seu torn defensava el títol. Poc més d'un mes després, Pinsach relleva Jornet al capdavant del campionat d'Espanya d'esquí de muntanya en categoria individual, proclamant-se campió de la disciplina a la cursa disputada a les pistes de Boí Taüll.